# Dmitrij Bogrov
Dmitrij Grigorjevič Bogrov (rusky Дми́трий Григо́рьевич Богро́в, původním jménem Mordechaj Gerškovič Bogrov, 29. lednajul./ 10. února 1887greg. Kyjev, Ukrajina – 12. záříjul./ 25. září 1911greg. tamtéž) byl student práv, člen strany socialistů-revolucionářů, agent Ochranky a vrah ruského ministerského předsedy Pjotra Stolypina.

## Životopis
Bogrov se narodil do rodiny zámožných židovských obchodníků v Kyjevě. Tam Bogrov studoval práva a stal se anarchistou. Bogrov se také roku 1906 stal členem strany socialistů-revolucionářů. O rok později se však, rozčarován z poměrů u anarchistů i eserů, stal agentem tajné policie Ochranky, které vyzrazoval aktivisty socialistů-revolucionářů, sociálních demokratů a anarchistů. Byl placen 150 rublů za jedno udání. Do roka se mu podařilo udat nejméně 100 svých revolucionářských spolupracovníků.
Dne 1. září 1911 byl ruský ministerský předseda Pjotr Stolypin v Kyjevském divadle na představení opery Rimského-Korsakovova Pohádka o caru Saltánovi. Seděl v první řadě, kde seděli ostatní členové vlády. Car Mikuláš II. seděl v gubernátorské lóži. Bogrov seděl v 18. řadě a měl u sebe pistoli. O přestávce po druhém dějství zůstal Stolypin v sále a debatoval s carem. Bogrov k němu přistoupil a před zraky cara a jeho dvou dcer vytáhl pistoli a postřelil Stolypina do prsou. Ten byl poté odvezen do místní nemocnice, kde za čtyři dny na následky zranění zemřel.
Dosud se neví, na čí příkaz Bogrov Stolypina zastřelil. Jestli jako socialistický revolucionář v zájmu revoluce, nebo jako agent Ochranky v zájmu cara a jeho protireformních nálad, není dodnes jisté.
Stolypinova vdova se Bogrova zastala, ale navzdory její přímluvě u dvora za udělení mírnějšího trestu (napsala, že trest smrti jí stejně manžela nevrátí) byl Bogrov odsouzen k trestu smrti a oběšen v kyjevské pevnosti Lysa Hora.
Bogrovův atentát na Stolypina použil jako důležitý motiv ve své divadelní hře The Holy Devil (Rasputin) dramatik Leo Birinski. Bogrov zde vystupuje pod jménem Magrov, Stolypin byl předlohou pro postavu Ministra. Přesmyčku Bogrovova krycího jména Alenskij Birinski pravděpodobně použil v podobě Lenskij také ve svých hrách Raskolnikov a Mumraj.